# The Sick, the Dying... and the Dead!
Albums de Megadeth
Dystopia
(2016)
Singles
1. We'll Be Back
Sortie : 23 juin 2022
2. Night Stalkers
Sortie : 22 juillet 2022

The Sick, the Dying... and the Dead! est le seizième album studio du groupe américain de thrash metal Megadeth. L'album est publié par Tradecraft Records via Universal Music Group dont la sortie est prévue pour le 2 septembre 2022,. 

## Enregistrement
Megadeth entre en studio d'enregistrement en mai 2019 pour la préproduction de leur 16e album studio, le disque est produit par Dave Mustaine et Chris Rakestraw.

## Contenu
The Sick, the Dying... and the Dead! se compose de 12 pistes pour la version classique de l'album, les éditions bonus en CD comprennent des reprises du groupe Dead Kennedys avec le titre Police Truck et du chanteur-guitariste Sammy Hagar, avec le morceau This Planet's on Fire (Burn in Hell), dans lequel Sammy Hagar est invité pour enregistrer les chants,,. L'acteur et rappeur américain Ice-T est invité sur le troisième titre de l'album, Night Stalkers. Le premier single s'intitule We'll Be Back, il est publié le 23 juin 2022 et est accompagné d'un clip, la chanson porte sur l'histoire d'un soldat sur la bravoure et le sacrifice personnel.

## Liste des titres
| 1.    | The Sick, The Dying… And The Dead! | Dave Mustaine                                | 5:04 |
| 2.    | Life in Hell                       | Dave Mustaine, Dirk Verbeuren                | 4:12 |
| 3.    | Night Stalkers (feat. Ice-T)       | Dave Mustaine, Kiko Loureiro, Dirk Verbeuren | 6:38 |
| 4.    | Dogs of Chernobyl                  | Dave Mustaine, Kiko Loureiro                 | 6:14 |
| 5.    | Sacrifice                          | Dave Mustaine, Kiko Loureiro                 | 4:08 |
| 6.    | Junkie                             | Dave Mustaine                                | 3:39 |
| 7.    | Psychopathy                        | Dave Mustaine                                | 1:20 |
| 8.    | Killing Time                       | Dave Mustaine, Kiko Loureiro                 | 5:13 |
| 9.    | Soldier On!                        | Dave Mustaine, Kiko Loureiro                 | 4:54 |
| 10.   | Célebutante                        | Dave Mustaine, Kiko Loureiro                 | 3:51 |
| 11.   | Mission to Mars                    | Dave Mustaine, Kiko Loureiro                 | 5:24 |
| 12.   | We'll Be Back                      | Dave Mustaine, Kiko Loureiro                 | 4:29 |
| 55:10 |                                    |                                              |      |

| Digital release bonus tracks | Digital release bonus tracks                                                    | Digital release bonus tracks                              | Digital release bonus tracks | Digital release bonus tracks | Digital release bonus tracks | Digital release bonus tracks | Digital release bonus tracks | Digital release bonus tracks | Digital release bonus tracks |
| No                           | Titre                                                                           | Auteur                                                    | Durée                        |                              |                              |                              |                              |                              |                              |
| ---------------------------- | ------------------------------------------------------------------------------- | --------------------------------------------------------- | ---------------------------- | ---------------------------- | ---------------------------- | ---------------------------- | ---------------------------- | ---------------------------- | ---------------------------- |
| 13.                          | Police Truck (Dead Kennedys cover)                                              | Jello Biafra, East Bay Ray, Klaus Flouride, D. H. Peligro | 2:29                         |                              |                              |                              |                              |                              |                              |
| 14.                          | This Planet's on Fire (Burn in Hell) (Sammy Hagar cover, featuring Sammy Hagar) | Sammy Hagar                                               | 5:04                         |                              |                              |                              |                              |                              |                              |
| 62:39                        |                                                                                 |                                                           |                              |                              |                              |                              |                              |                              |                              |

| EMP exclusive CD | EMP exclusive CD                                                                    | EMP exclusive CD | EMP exclusive CD | EMP exclusive CD | EMP exclusive CD | EMP exclusive CD | EMP exclusive CD | EMP exclusive CD | EMP exclusive CD |
| No               | Titre                                                                               | Auteur           | Durée            |                  |                  |                  |                  |                  |                  |
| ---------------- | ----------------------------------------------------------------------------------- | ---------------- | ---------------- | ---------------- | ---------------- | ---------------- | ---------------- | ---------------- | ---------------- |
| 13.              | This Planet's on Fire (Studio Recording) (Sammy Hagar cover, featuring Sammy Hagar) | Sammy Hagar      | 5:04             |                  |                  |                  |                  |                  |                  |
| 14.              | Take No Prisoners (Live)                                                            | Dave Mustaine    | 3:29             |                  |                  |                  |                  |                  |                  |
| 64:39            |                                                                                     |                  |                  |                  |                  |                  |                  |                  |                  |

| Target exclusive CD | Target exclusive CD                                                             | Target exclusive CD | Target exclusive CD | Target exclusive CD | Target exclusive CD | Target exclusive CD | Target exclusive CD | Target exclusive CD | Target exclusive CD |
| No                  | Titre                                                                           | Auteur              | Durée               |                     |                     |                     |                     |                     |                     |
| ------------------- | ------------------------------------------------------------------------------- | ------------------- | ------------------- | ------------------- | ------------------- | ------------------- | ------------------- | ------------------- | ------------------- |
| 13.                 | This Planet's on Fire (Burn in Hell) (Sammy Hagar cover, featuring Sammy Hagar) | Sammy Hagar         | 5:04                |                     |                     |                     |                     |                     |                     |
| 14.                 | The Conjuring (Live)                                                            | Dave Mustaine       | -:--                |                     |                     |                     |                     |                     |                     |
| -:--                |                                                                                 |                     |                     |                     |                     |                     |                     |                     |                     |

## Composition du groupe
- Dave Mustaine - chants, guitare
- Kiko Loureiro - guitare solo
- Steve DiGiorgio - basse (session studio)
- Dirk Verbeuren - batterie